# فاتيما فيريرا
فاتيما فيريرا (بالألمانية: Fatima Ferreira) هي عالمة كيمياء حيوية وأحيائية نمساوية، ولدت في 16 فبراير 1959 في Cachoeira de Goiás ‏ في البرازيل.